# Admiral Benelux

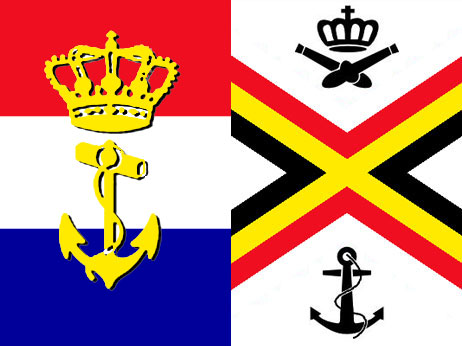
Kriegsflagge Admiral Benelux

Admiral BeNeLux (ABNL) ist die Bezeichnung, nicht der militärische Rang, des Kommandeurs des gemeinsamen Flottenkommandos der Königlich niederländischen Marine und der Marinecomponent van Defensie in Den Helder. Der Beitrag Luxemburgs (vgl. Benelux) zum Flottenkommando ist nur finanzieller Art.
Das Admiral BeNeLux-Abkommen aus dem Jahr 1975 sah ein gemeinsames Flottenkommando Belgiens und der Niederlande in Kriegszeiten vor. Am 28. März 1995 wurde ein Abkommen zwischen Belgien und den Niederlanden vereinbart, das auch in Friedenszeiten ein gemeinsames Flottenkommando der beiden Staaten vorsah. Das gemeinsame Flottenkommando existiert seit 1. Januar 1996. Der Admiral BeNeLux wurde bislang immer von den Niederlanden gestellt.